# Kovaříkovití

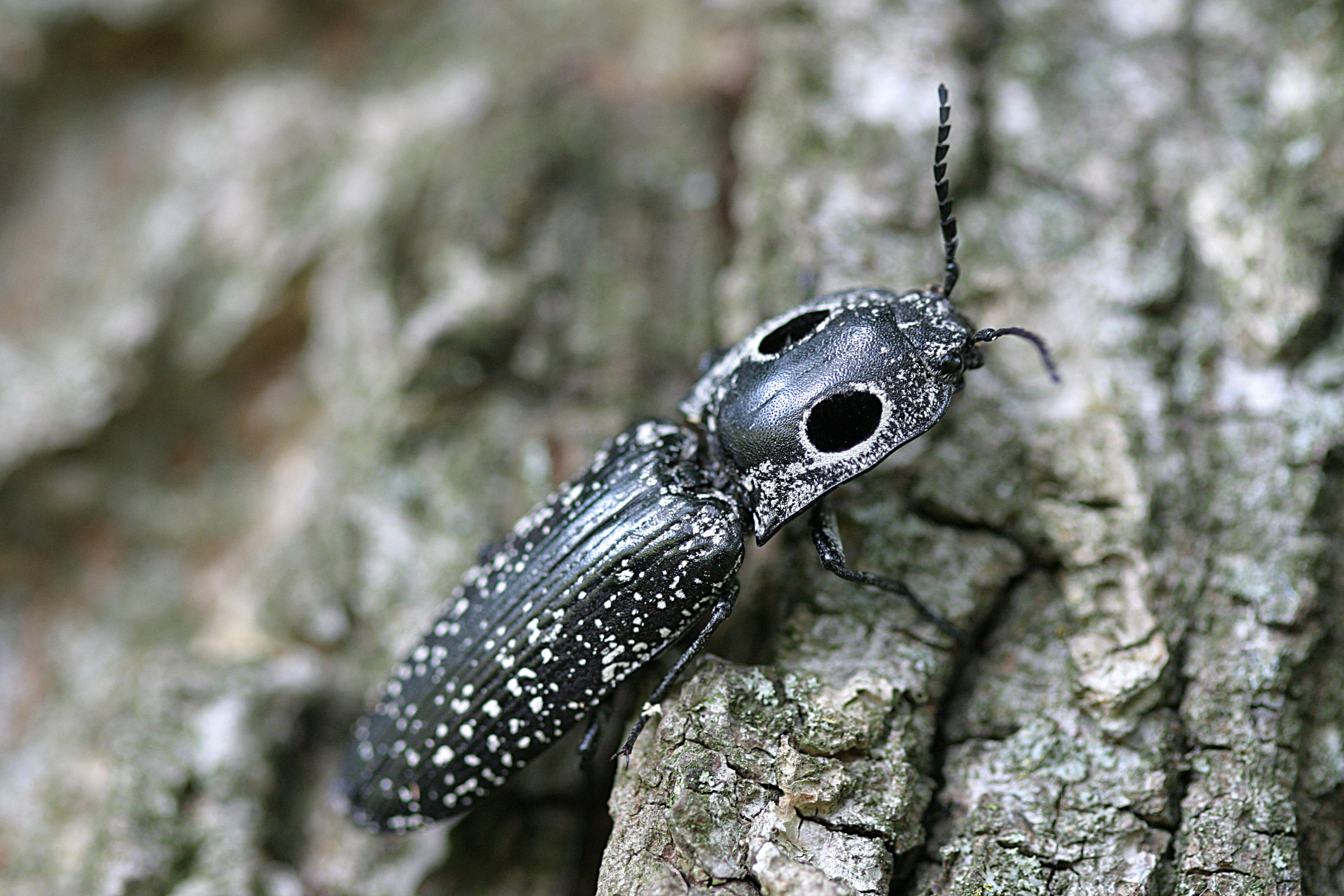
Kovařík Alaus oculatus

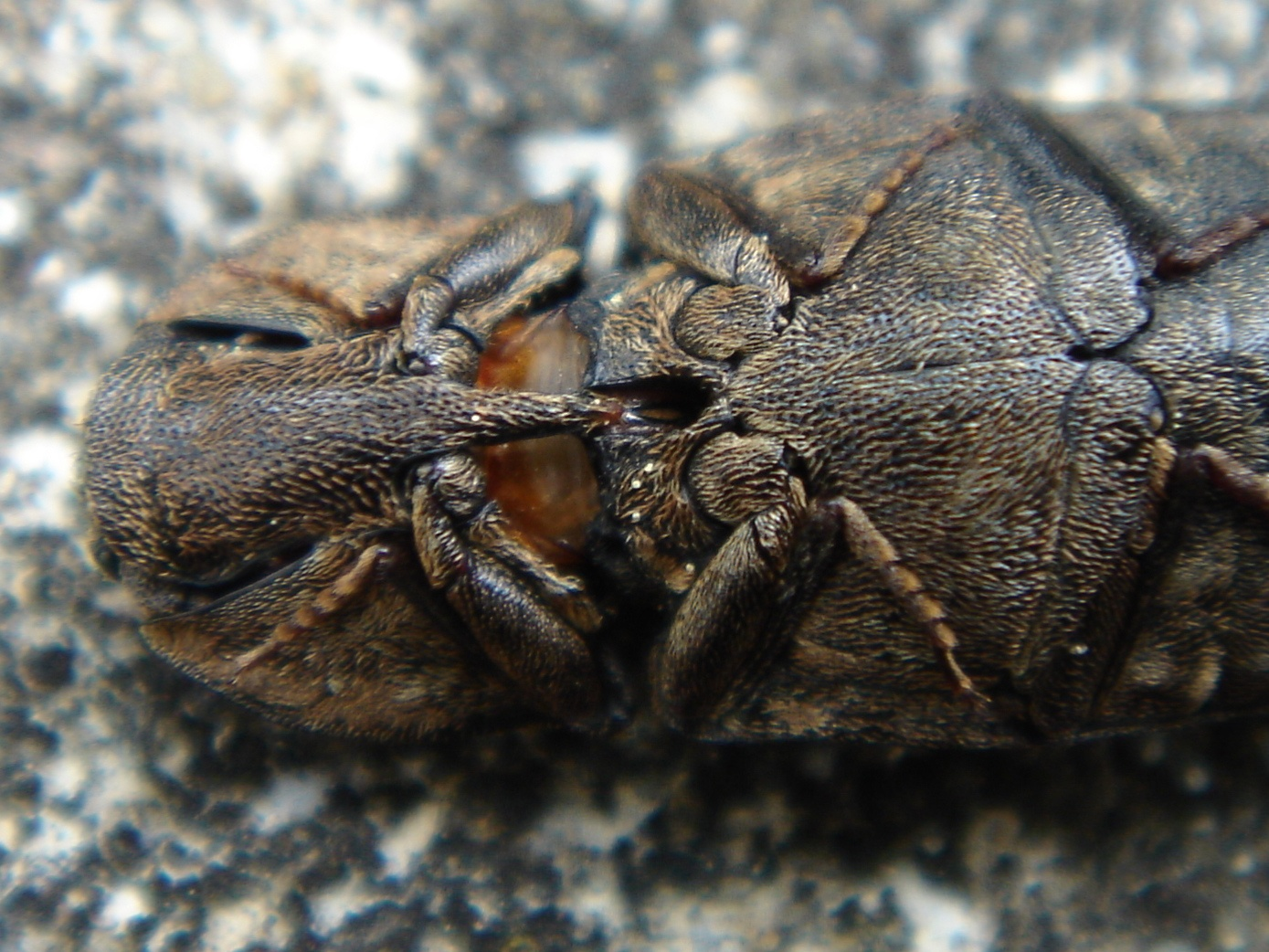
Adelocera murina

Kovaříkovití (Elateridae) jsou čeleď v nadčeledi Elateroidea. Jedna z velkých čeledí, která zahrnuje asi 10 000 druhů. Dělí se na 12 až 16 dobře charakterizovaných podčeledí (počet se různí podle názoru badatelů). České rodové jméno pro zástupce z této čeledi je kovařík.

## Evoluce
První zástupci této skupiny se pravděpodobně vyskytovali již v druhohorním triasu, tedy před více než 200 miliony let. Dobře zachované exempláře příbuzných druhů byly objeveny v myanmarském jantaru, pocházejícím z období přelomu spodní a svrchní křídy (geologický věk cenoman, asi před 99 miliony let). Tyto zástupce nově popsané čeledi Mysteriomorphidae zkoumali také čeští odborníci z Palackého univerzity v Olomouci.

## Popis
Málokterá čeleď se vyznačuje takovou jednolitostí tvarů jako kovaříkovití. Brouci jsou nenápadní, tvar těla mají oválně protáhlý, barvy kromě několika druhů nenápadné – obyčejně žlutohnědá, žlutošedá, někdy kovově zelená či fialová.
Brouci létají pouze na krátkou vzdálenost. Vyznačují se však jiným, zcela neobvyklým způsobem pohybu. Zvláštní vymršťovací zařízení umístěné naspodu hrudi jim umožňuje vyskočit do výšky (až 30 cm). Výskok doprovází slyšitelné lupnutí. Po dopadu brouk předstírá smrt (mnohdy mu to zachrání život). V angličtině se jim říká click beetles. V češtině byli dříve nazýváni pružníci.

## Způsob života
Dospělci některých druhů kovaříků jsou saprofágové (rozkladači), jiní jsou masožraví nebo býložraví.
Žijí na travinách, najdeme je také na květech bylin a keřů, často i na dřevě a pod kůrou. Brouci ožírají především květy a listy na mladých listnatých stromech, někdy i na jehličnanech. Na rozdíl od larev však nezpůsobují významnější škodu. Vývoj od vajíčka po imago trvá 2–5 let.
Larvy kovaříků žijí v půdě nebo v trouchnivějícím dřevě starých stromů a pařezů. Některé jsou dravé, jiné býložravé, případně živící se houbami a plísněmi (mycetofágní), další se živí jak potravou rostlinnou, tak živočišnou (larvami a kuklami hmyzu). V závislosti na druhu jsou larvy dlouhé až 40 mm. Podle tvaru těla se jim říká drátovci.
Larvy některých druhů vyžírají chodbičky v bramborách, řepě a jiné zelenině. Během května až července způsobují nezanedbatelné škody ve šlechtitelských ústavech, zahradnictvích a školkách, případně na zahradách. Drátovcem bývají často napadána i čerstvě vysetá semena, například žaludy.

## Rozšíření
Na celém světě je známo asi 10 000 druhů kovaříků. Ve střední Evropě je to asi 170 druhů, v západní Evropě (Francie) 188 druhů, ve Skandinávii méně než 10 druhů a na britských ostrovech asi 60 druhů.
V České republice žije asi 136 druhů (s délkou těla až do 20 mm.) K nejhojnějším v ČR patří 11–17 mm velký kovařík kovový (Selatosomus aeneus), který je barevně velice proměnlivý. Vyskytuje se v barvě zelené, měděně zelené, zelenofialové, modravé, modrofialové i černé. Objevuje se od časného jara na povrchu půdy a pod kameny. V červnu klade samička do půdy asi 300 vajíček. Larvy se rozlézají v zemi. Jsou dlouhé a tenké, a když dorostou, jsou asi dvakrát delší než brouk. Jsou tuhé, žlutohnědě zbarvené a běžně známé jako tzv. drátovci. Po dva roky prolézá larva zemí a živí se kořínky, hlízami, bulvami atp. (někde se může projevit jako škůdce); je také masožravá. Dorostlá larva se v srpnu až září zakuklí. Brouk se líhne před příchodem zimy, nevylézá však na povrch a přezimuje v zemi.

## Taxonomie
Uvedeno je 94 rodů. Počet rodů se může lišit podle názoru badatelů.
| - Actenicerus - Adelocera - Adrastus - Aeoloderma - Aeoloides - Aeolus - Agriotes - Agrypnus - Alaus - Ampedus - Anchastus - Anostirus - Aplotarsus - Athous - Berninelsonius - Betarmon - Brachygonus - Brachylacon - Calambus - Cardiophorus - Chalcolepidus - Cidnopus - Conoderus - Craspedostethus - Crepidophorus - Ctenicera - Dacnitus - Dalopius - Danosoma - Denticollis - Diacanthous - Dicronychus |  | - Dima - Drasterius - Eanus - Ectamenogonus - Ectinus - Elater - Elathous - Eopenthes - Fleutiauxellus - Haterumelater - Hemicleus - Hemicrepidius - Heteroderes - Horistonotus - Hypnoidus - Hypoganus - Hypolithus - Idolus - Idotarmonides - Ischnodes - Isidus - Itodacne - Jonthadocerus - Lacon - Lanelater - Limoniscus - Limonius - Liotrichus - Megapenthes - Melanotus - Melanoxanthus |  | - Metanomus - Mulsanteus - Negastrius - Neopristilophus - Nothodes - Oedostethus - Orithales - Paracardiophorus - Paraphotistus - Peripontius - Pheletes - Pittonotus - Pityobius - Plastocerus - Podeonius - Porthmidius - Procraerus - Prodrasterius - Prosternon - Pseudanostirus - Pyrophorus - Quasimus - Reitterelater - Selatosomus - Sericus - Simodactylus - Spheniscosomus - Stenagostus - Synaptus - Tetrigus - Zorochros |

### Vědecká synonyma
- incl. Dicronychidae
- Cardiorhinites Candeze, 1863
- Hypodesites Candeze, 1863
- Ludiites Candeze, 1863
- Sericosomina Hyslop, 1917
- Steatoderini Schwarz, 1906

## Kovaříkovití v umění
Ve filmu Cesta do hlubin študákovy duše:
- univerzitní prof. Vondrák: „Máme také brouky, pane profesore.“
- prof. Matulka: „Potřebovali bychom něco od čeledi pružníků.“
- univerzitní prof. Vondrák: „Pružníci jsou támhle.“
- prof. Matulka: „Voříšku, jdeme na pružníky… Tak, pane, tohle že jsou pružníci? To jsou srdcoonoši. Tamo vidím pružníky. Vy ani nevíte, co ve sbírce máte! Ano, vidíš? Pružník krvavý, rumělkový, krvorudý, rudohnědý… Hle, jak moudrá příroda je obdařila ochranným zbarvením.“[4]